# Энлунд, Йонас
Йо́нас Э́нлунд (фин. Jonas Enlund; род. 3 ноября 1987, Хельсинки) — финский хоккеист, центральный нападающий. Воспитанник клуба ХИФК. 

## Карьера

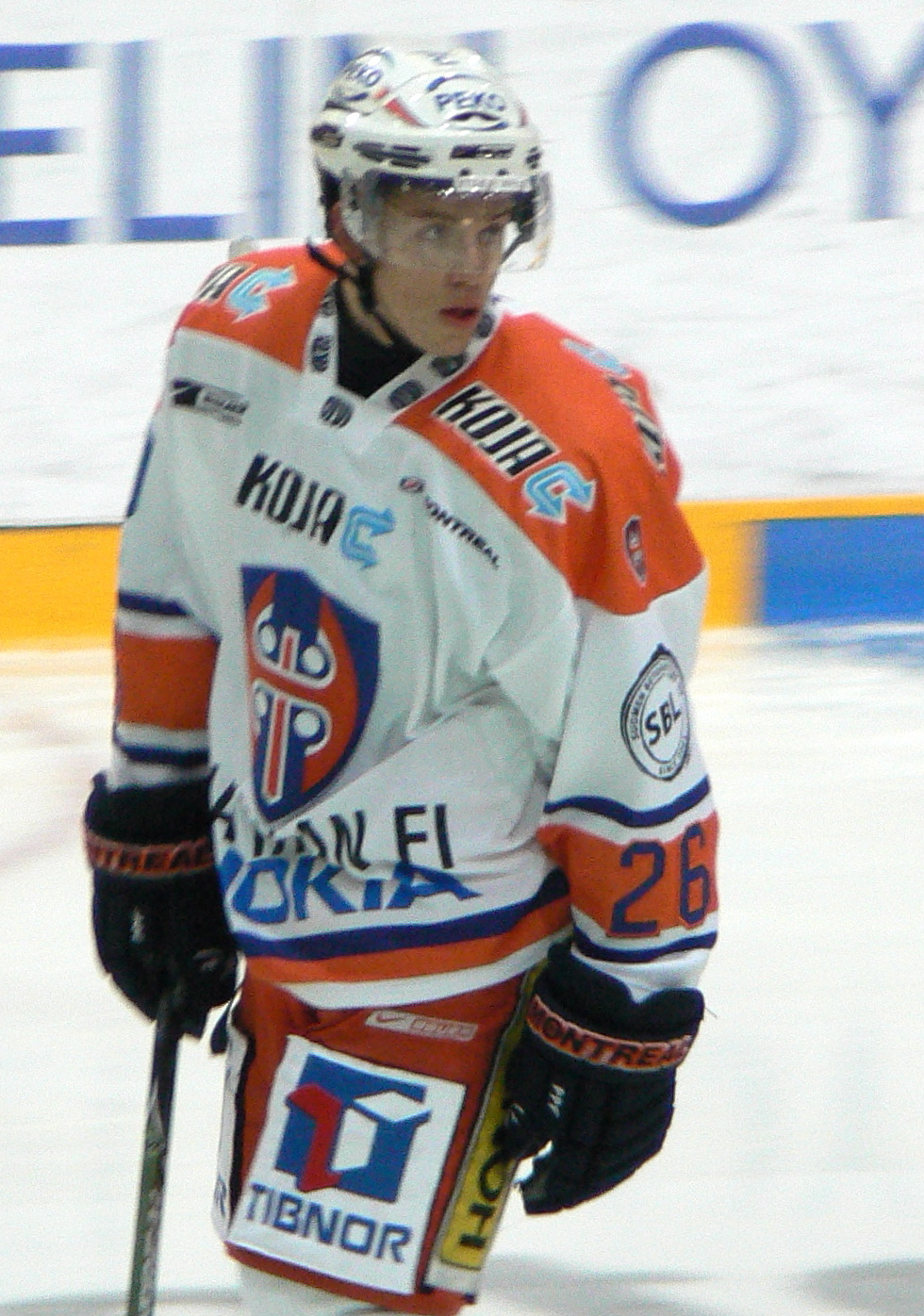
В составе клуба «Таппара»

Начал профессиональную карьеру в 2006 году в составе клуба финской SM-liiga «Таппара», выступая до этого за молодёжный состав клуба ХИФК. В том же году на драфте НХЛ он был выбран в 6 раунде под общим 165 номером клубом «Атланта Трэшерз». В 2008 году Йонас стал бронзовым призёром чемпионата Финляндии, набрав 47 (22+25) очков. 2 года спустя Энлунд стал лучшим снайпером регулярного турнира СМ-Лиги, забросив 28 шайб. Такая игра привлекла внимание к персоне Йонас со стороны многих европейских клубов, и 15 июня 2010 года Энлунд подписал однолетний контракт с новосибирской «Сибирью». В своём первом сезоне в КХЛ набрал 24 (9+15) очка в 55 проведённых матчах, после чего 1 мая 2011 года принял решение продлить соглашение.
11 марта 2014 года в матче первого раунда плей-офф сделал первый в карьере хет-трик в КХЛ, трижды поразив ворота «Ак Барса» (при этом хет-трик Энлунда был «натуральным», то есть он забросил три шайбы в матче подряд). «Сибирь» победила со счётом 7:1.
В 2015 году по истечении контракта с «Сибирью» подписал контракт с "Локомотивом". Всего за новосибирскую команду провел 316 матчей и набрал в них 198 (85+113) очков.
23 декабря 2015 года подписал контракт со СКА. Форвард выступал за команду под номером 18. В первом матче против «Металлурга» Магнитогорск (5:4), в концовке второго периода, неудачно упав врезался в борт. Получил травму и пропустил остаток сезона. В сезоне 2016/17 заключил контракт с клубом ЦСКА сроком на один год. 13 ноября ЦСКА поместил нападающего в список отказов. За ЦСКА провёл 25 матчей, набрав 12 (4+8) очков при показателе полезности «+10». 15 ноября «Куньлунь Ред Стар» забрал с драфта отказов Энлунда. 25 января получил травму, после чего «Куньлунь» поместил форварда в список травмированных до 12 февраля. В общей сложности провёл за китайский клуб 8 матчей, в которых набранными очками не отметился. В межсезонье 2017/18 вернулся в «Сибирь», подписав контракт сроком на один год. Провёл 55 матчей, набрав 26 (9+17) очков при показателе полезности «+10». По истечении сезона покинул команду. В сентябре 2018 года перешёл в челябинский «Трактор», подписав контракт на один год. Провёл 45 матчей, набрав 18 (5+13) очков при показателе полезности «-13». В сезоне 2019/20 подписал однолетний контракт с «Нефтехимиком».
В составе сборной Финляндии Йонас Энлунд принимал участие в юниорском чемпионате мира 2005 года, а также чемпионате мира среди молодёжи 2007 года.

## Достижения
- Бронзовый призёр SM-liiga 2008.
- Лучший снайпер SM-liiga 2010.
- Самый полезный игрок регулярного чемпионата КХЛ в сезоне 2012/13
- Бронзовый призёр чемпионата КХЛ сезона 2014/2015 в составе новосибирской «Сибири»

## Личная жизнь
29 июня 2012 года у Йонаса Энлунда родилась дочь, которую назвали Джейд. 24 сентября 2013 у Йонаса родился сын.

## Статистика
| Легенда | Легенда                    | Легенда | Легенда                   | Легенда | Легенда    |
| ------- | -------------------------- | ------- | ------------------------- | ------- | ---------- |
| И       | Количество проведённых игр | Штр     | Штрафное время            | +/−     | Плюс-минус |
| Г       | Голы                       | П       | Голевые передачи          | О       | Очки       |
| -       | Статистика неизвестна      | —       | Статистика не учитывалась |         |            |

### Международная
| Турнир   | Игр | Г | П | Очк | +/- | Штр |
| -------- | --- | - | - | --- | --- | --- |
| ЮЧМ-2005 | 6   | 1 | 3 | 4   | +2  | 0   |
| МЧМ-2007 | 6   | 1 | 0 | 1   | -1  | 6   |